# Чиапас
Чиапас (на испански: Chiapas) е един от 31-те щата на Мексико. Разположен е в югоизточната част на страната. Чиапас е с население от 4 293 459 жители (2005 г., 7-и по население), а общата площ на щата е 74 211 км², което го прави 8-ия по площ щат в Мексико. Чиапас граничи с щатите Табаско на север и Веракрус на северозапад и с Оахака на запад. На изток Чиапас граничи с Гватемала, а на юг с Тихия океан. Столица на щата е град Тустла Гутиерес. В Чиапас през 1994 започва революционното движение Сапатистка армия за национално освобождение.